# Cantón de Barlin
El cantón de Barlin era una división administrativa francesa, que estaba situada en el departamento de Paso de Calais y la región de Norte-Paso de Calais.

## Composición
El cantón estaba formado por ocho comunas:
- Barlin
- Drouvin-le-Marais
- Gosnay
- Haillicourt
- Hesdigneul-lès-Béthune
- Houchin
- Ruitz
- Vaudricourt

## Supresión del cantón de Barlin
En aplicación del Decreto nº 2014-233 de 24 de febrero de 2014, el cantón de Barlin fue suprimido el 22 de marzo de 2015 y sus 8 comunas pasaron a formar parte del nuevo cantón de Nœux-les-Mines.